# Comunidad San Martín

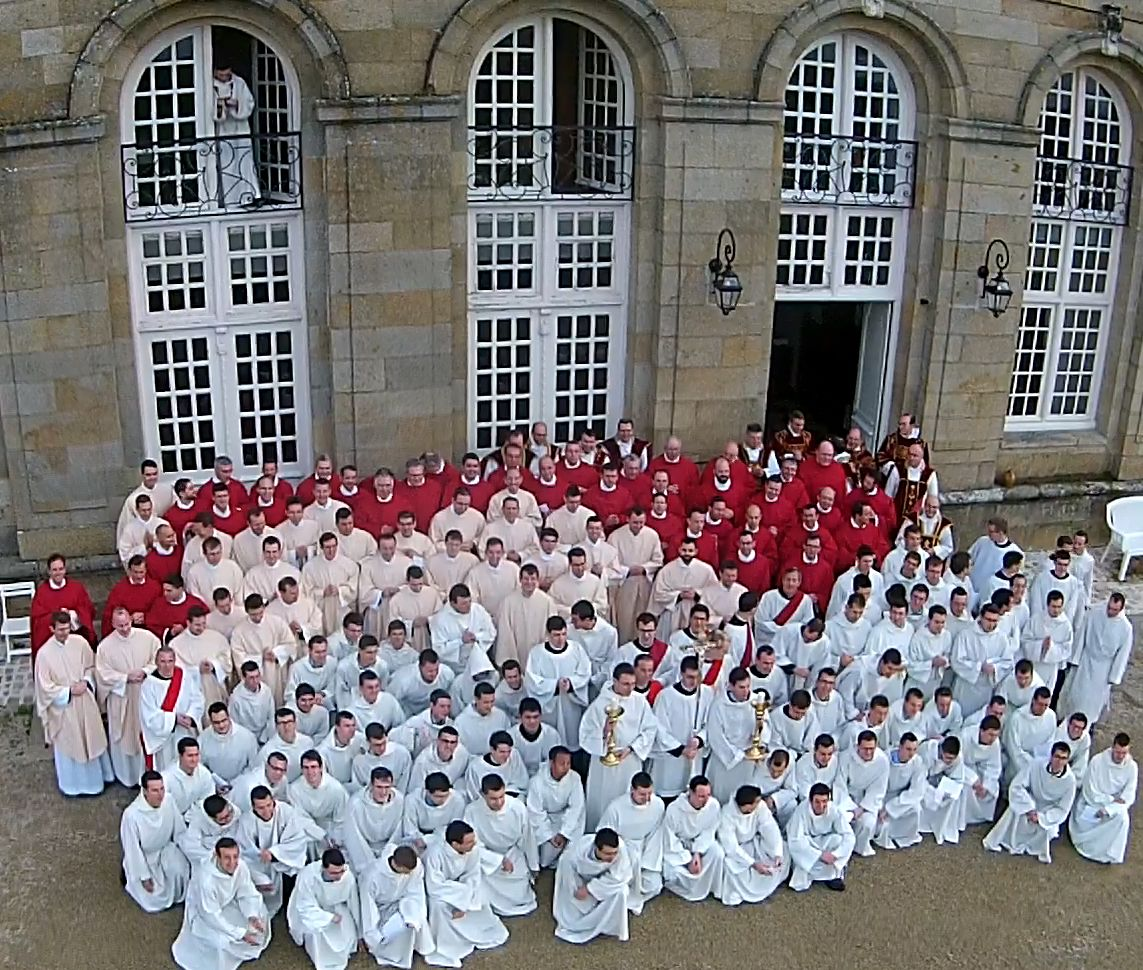
Sacerdotes y seminaristas de la comunidad de San Martín en Évron

La Comunidad San Martín es una asociación de clérigos acordado por el derecho pontifical, uniendo sacerdotes y diáconos. Fue fundada en 1976 por el sacerdote Jean-François Guérin, de la arquidiócesis de Tours (Francia), bajo la protección del Cardenal Giuseppe Siri, arzobispo de Génova (Italia).

## Historia
Entre 1965 y 1976, el P. Guérin estuvo activo en París. Fue capellán en la basílica del Sagrado Corazón de Montmartre y acompañó espiritualmente a muchos jóvenes. De los cuales varios se decidieron por la vida religiosa, especialmente por formar parte de las órdenes benedictinas y carmelitas. Pero había entre ellos otros interesados en el sacerdocio secular con el deseo de vivirlo de manera comunitaria, siguiendo el espíritu de la liturgia que habían recibido del P. Guérin: doblemente fieles al Latín y al Gregoriano tradicional del Rito Romano, y al movimiento litúrgico como expresión sintética del Segundo Concilio Vaticano.
Después el Cardenal Siri se sintió interesado en promover el renuevo del sacerdocio y su formación en Francia, por lo que acogió al P. Guérin y sus primeros seminaristas en su diócesis en 1976. Esta es la razón por la cual la Comunidad San Martín fue fundada en Italia formando sacerdotes para la Iglesia Católica de Francia. El P. Guérin y sus estudiantes se establecieron en el convento de Capuchinos de Génova-Voltri. Los seminaristas recibieron la enseñanza académica en el seminario de Génova, así el P. Guérin tuvo la tarea de la formación humana, espiritual e intelectual.
En 1983 la Comunidad obtuvo la primera misión pastoral en la diócesis de Fréjus-Toulon, en el sureste de Francia. En los años posteriores otros obispos de Francia han confiado sus parroquias a la Comunidad. En 1993 tuvieron la oportunidad de dejar Italia e instalar su casa de formación en Francia, en el pueblo Candé-sur-Beuvron, cerca de Blois, en el histórico Valle del Loira (alrededor de 200 km/ 125 millas hacia el sur de París). En 2014, la sede de la comunidad se trasladó a Evron.
En 2023 la Comunidad San Martín cuenta con alrededor de ciento ochenta sacerdotes y diáconos, y aproximadamente con ciento seminaristas. Su presencia se encuentra en una treintena de diócesis de Francia y en Cuba, en la ciudad de Placetas (diócesis de Santa Clara). También varios de sus miembros han sido seleccionados por la Santa Sede y desarrollan diversas misiones en Roma o en Nunciaturas.

## Estado Canónico
El primer reconocimiento canónico estuvo dado por el Cardenal Siri en 1979. Su sucesor como arzobispo de Génova, el Cardenal Canestri reconoció la Comunidad como una Asociación Clerical de Derecho Diocesano. En el 2000 alcanzó el estado de Asociación Pública Clerical de Derecho Pontifical.

## Espiritualidad
La espiritualidad “martiniana” está centrada en la vida común y en la liturgia. Esto se debe a la proximidad del P. Guérin a la Orden Benedictina y a la Congregación de Solesmes, de la cual él fue oblato a Fontgombault, abadía del centro de Francia. La Lectio Divina es la base de la vida espiritual de la Comunidad, el canto gregoriano es utilizado durante las Misas y en la celebración de los Oficios Divinos durante los cinco años de formación. En las parroquias utilizan también piezas vernaculares.